# 遮那竭
遮那竭（IAST：Janaka）为古印度毗提訶國约公元前8至7世纪的一位國王，之后在印度史诗《罗摩衍那》中出现。他被尊为不依赖于物质财富的典範。他与八曲仙人、蘇拉巴等贤者及寻道者的對話被記錄於古籍中。印度城市賈納克布爾就是以他的名字命名。毗提訶与彌薩羅王国四周分别为西侧的甘達基河，东侧的默哈嫩達河，南部的恒河以及北部的喜马拉雅山脉。

## 吠陀典籍中的遮那竭

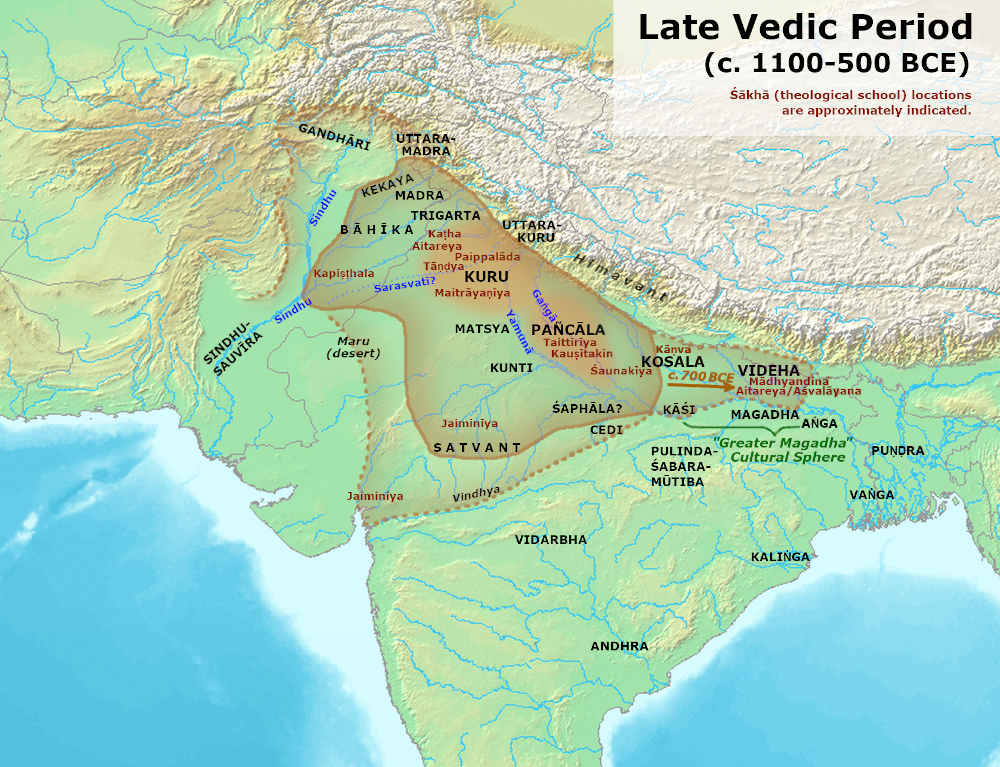
吠陀晚期印度的各个王国，其中包括毗提訶國

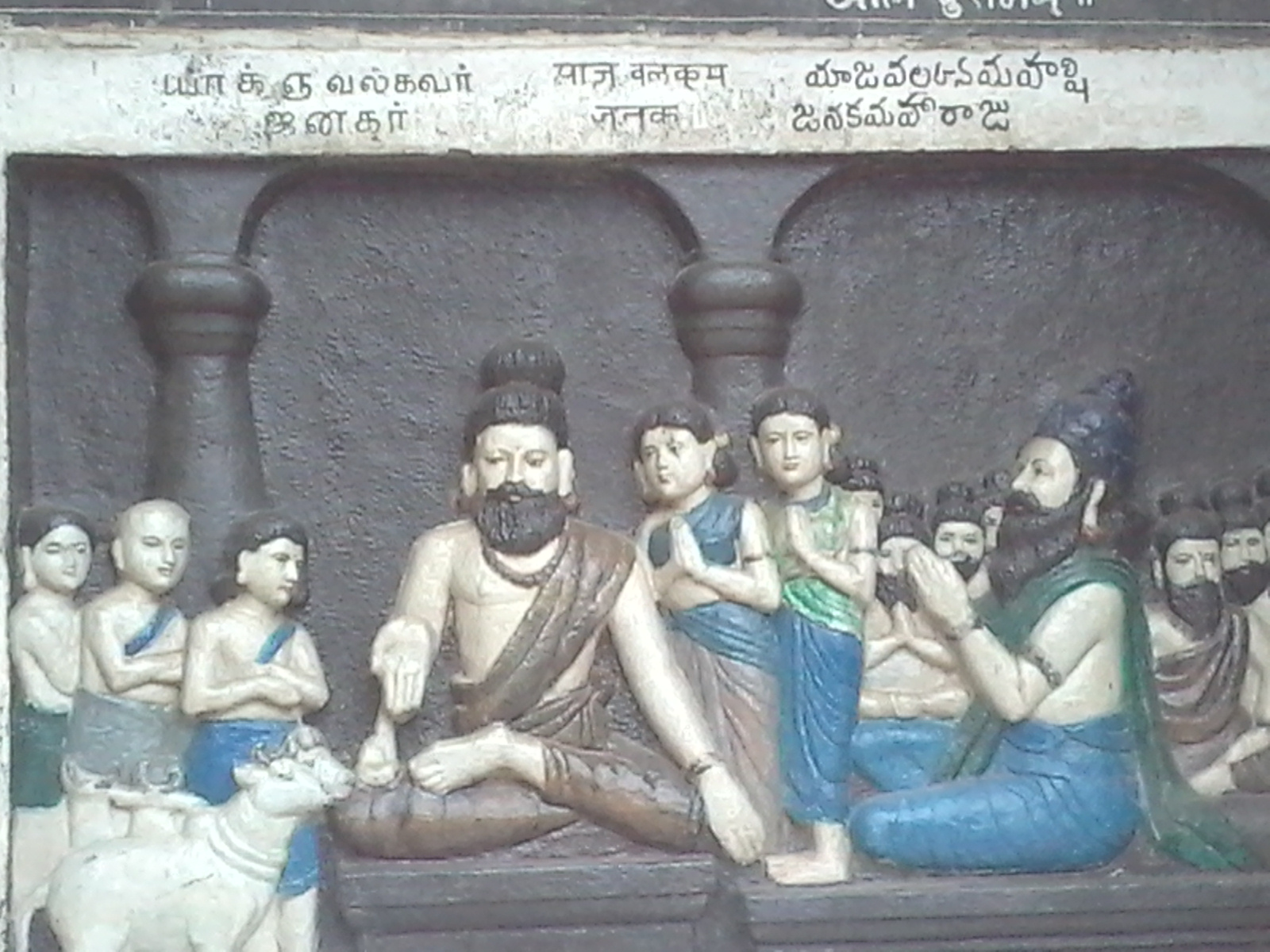
耶若婆佉向遮那竭王传授梵智

诸如《百道梵书》和《广林奥义书》等晚期吠陀文学作品中提及到了遮那竭王（约前8至7世纪），他是毗提诃国一位伟大的哲学家国王。他因支持赞助吠陀文学与哲学而知名，其宫廷成为知识分子的中心，云集了婆罗门之中的贤者，例如耶若婆佉、邬达罗伽·阿卢尼等。在他的统治下，毗提诃成为印度次大陆的主要政治与文化中心。

## 其他文学作品
遮那竭为《罗摩衍那》中罗摩（毗湿奴化身之一）妻子悉多的父亲。他与八曲仙人之间的对话被整理成了《八曲梵歌》，在该书中他被描绘为一位解脫的人，并经过了八曲仙人的检验。许多参考这篇文章的精神导师都会时常翻译和推断其中含义。

### 脚注
1. 1 2  Raychaudhuri 2006，第41–52頁.
2. ↑  Raychaudhuri 2006，第44頁.
3. ↑  Jha, M. . . New Delhi: M.D. Publications Pvt. Ltd. 1997: 27–42  [2019-03-01]. （原始内容存档于2020-01-02）.
4. ↑  Mishra, V. . Allahabad: Mithila Prakasana. 1979: 13  [2016-12-28]. （原始内容存档于2016-12-29）.
5. ↑  Michael Witzel（英语：Michael Witzel） (1989), Tracing the Vedic dialects in Dialectes dans les litteratures Indo-Aryennes ed. Caillat（英语：Colette Caillat）, Paris, 97–265.
6. ↑  蚁蛭. . .
7. ↑  Vanita, Ruth. . Religions of South Asia. 2009, 3 (2)  [2017-02-22]. （原始内容存档于2019-03-02）.
8. ↑  Mukerjee, Radhakamal. . Motilal Banarsidass Publ. 1971. ISBN 978-81-208-1367-0.

### 书籍
- Dictionary of Hindu Lord and Legend (ISBN 0-500-51088-1) by Anna Dhallapiccola
- Raychaudhuri, Hemchandra, , Cosmo Publications, 2006  [2019-03-01], ISBN 81-307-0291-6, （原始内容存档于2018-07-10）